# Макьюэн, Гвендолин
Гвендолин Макьюэн (англ. Gwendolyn MacEwen; 1941—1987) — канадская писательница и поэтесса.

## Биография
Родилась в семье умственно нестабильной и алкоголика. Поступила в Западную Техно-Коммерческую Школу. Её первое стихотворение было опубликовано в The Canadian Forum, когда ей было лишь 17. Покинула учебное заведение на следующий год, чтобы стать писательницей.
В 1962 году вышла замуж за поэта Мильтона Экорна, бывшего на 19 лет её старше, и спустя 2 года развелась с ним. Вместе со своим 2-м мужем, греческим музыкантом Нико Цингосом, она управляла кофейней The Trojan Horse в Торонто. Она служила в качестве университетской писательницы (writer in residence) в Университете Западной Онтарио (1985) и Университете Торонто (1986, 1987).
Скончалась в возрасте 46 лет от проблем со здоровьем, вызванных алкоголизмом.

## Сочинения
Сочинила 26 книг.
В 1969 году она получила Governor General’s Award за свой поэтический сборник The Shadow Maker. Её посмертно наградили той же наградой в 1987 году за Afterworlds.
Её биография MacEwen, Shadow Maker: The Life of Gwendolyn MacEwen, написанная Розмари Салливан (1995), была награждена той же наградой в жанре нон-фикшн. Маргарет Атвуд опубликовала рассказ о её жизни Isis in Darkness, Линда Гриффит — пьесу Alien Creature, Лорна С. Джонс — роман Mighty Oaks.
Парк в Торонто, названный в честь Макьюэн, украшен её бронзовым бюстом работы Джона МакКомба Рейнольдса.

### Список произведений
Двое выступали перед грозой. Один

играл песнь ветра среди трав,

                                                        второй

Глухой напев двухструнный. Все о

Любви и гибели. Чего ж еще тут

                            воспевать?

 

Потом пришли войска дождя, вал вслед за валом.

Снаружи молния смертельно голубая

одушевила камни во дворе.

                                                   Двое львов

над нами с пьедесталов ржали. Морды

лазурный дождь слюнявил им. А следом

 

Божество вошло, манкируя над дверью надписью.

 

Первый музыкант вел гром за звуком дудки.

Второй учил ритм и характер пауз между

проблесками молний.

                                      Мы находились там,

где город Вавилон осредь близнечных рек стал явственным,

гиперреальным.

                  	         Гроза ушла; оплакала зурна

Ее уход. Если все-таки умру, то так же:

 

Бесшумно в молниях придет громадный

Бог за мной.
В это
- Selah (1961)
- The Drunken Clock (1961)
- The Rising Fire (1963)
- MacEwen, Gwendolyn. Julian the Magician (неопр.). — Insomniac Press[англ.], 1963. — ISBN 9781894663571. — роман.
- Erebus and Terror (1965)
- A Breakfast for Barbarians (1966)
- The Shadow-Maker (1969)
- MacEwen, Gwendolyn. King of Egypt, King of Dreams (неопр.). — Insomniac Press[англ.], 1971. — ISBN 9781894663601. — роман.
- Noman (1972) — сборник рассказов
- The Armies of the Moon (1972)
- Magic Animals: Selected Poems Old and New (1974)
- Mermaids and Ikons: A Greek Summer (1978) — путевые заметки
- The Chocolate Moose (1979)
- The Trojan Women (1979)
- The Fire-Eaters (1982)
- The T. E. Lawrence Poems (1982)[3]
- The Honey Drum (1983)
- Noman’s Land: stories (1985)
- Earth-Light: Selected Poetry 1963—1982 (1982)
- The Man with Three Violins (1986)
- Afterworlds (1987)
- Dragon Sandwiches (1987)

издания:
- MacEwen, Gwendolyn. The Poetry of Gwendolyn MacEwen: The Early Years (англ.) / Atwood, Margaret and Barry Callaghan. — Toronto: Exile Editions, 1993. — Vol. One. — ISBN 9781550965438.
- MacEwen, Gwendolyn. The Poetry of Gwendolyn MacEwen: The Later Years (неопр.) / Atwood, Margaret and Barry Callaghan. — Toronto: Exile Editions, 1993. — Т. Two. — ISBN 9781550965476.
- Gwendolyn MacEwen, Meaghan Strimas, Rosemary Sullivan, Barry Callaghan. The Selected Gwendolyn MacEwen (неопр.). — Exile Editions, Ltd., 2008. — ISBN 9781550961119.